# Дынька

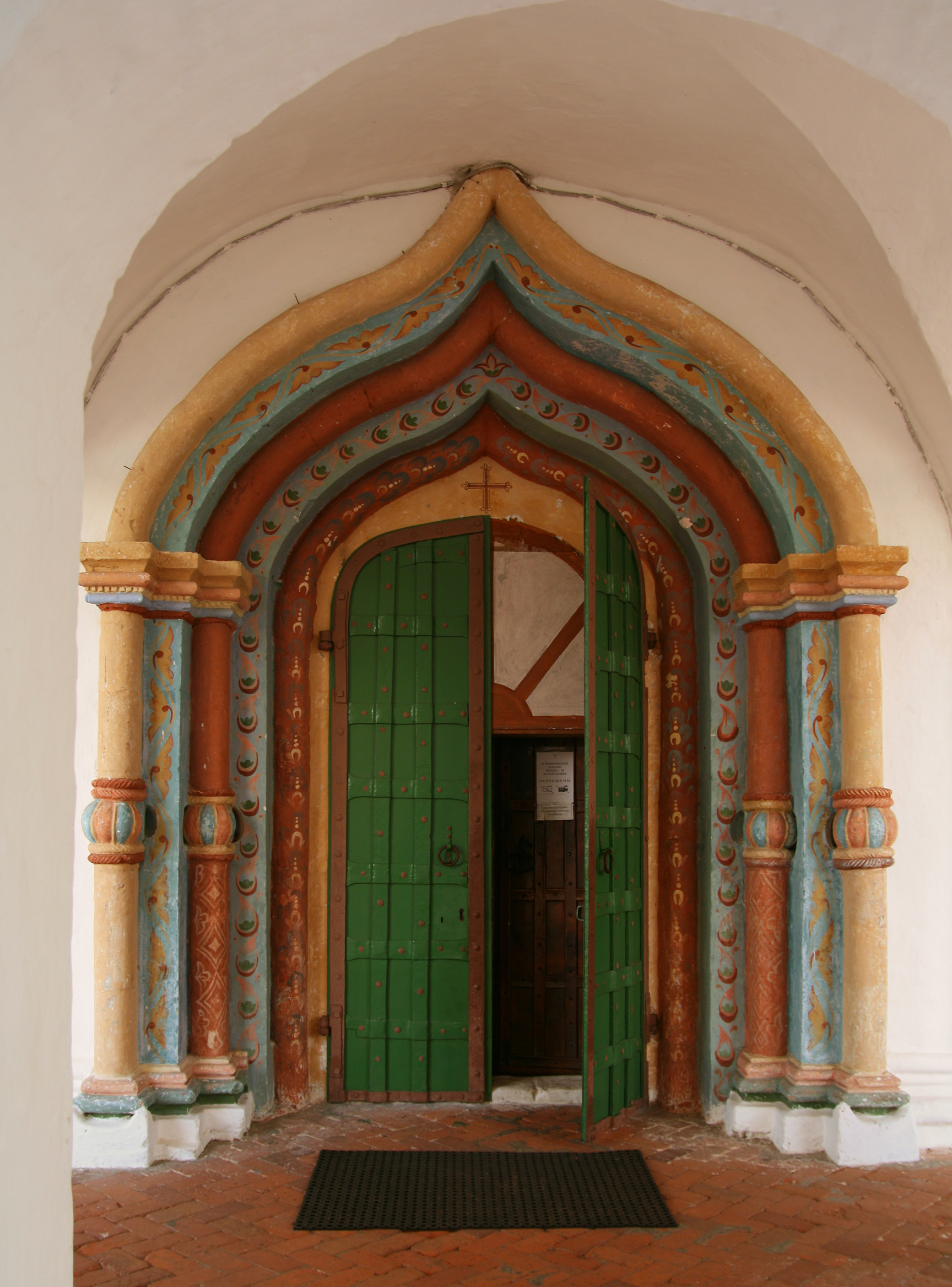
Дыньки в центре колонн портала Покровского монастыря в Суздале

Ды́нька — в древнерусской каменной и деревянной архитектуре XV—XVII веков декоративное украшение столбов, колонок, дверных порталов и оконных наличников в виде различных утолщений, по форме приближающихся к шару или напоминающих дыню. Обычно разделяется на вертикальные «дольки». Распространено в деревянном зодчестве до конца XVIII века, и в русском стиле в XIX — начале XX веков.
В архитектурной символике храма дынька связана с понятием райского сада. И. В. Юрасова приводит пример аркатурного пояса Успенского собора Московского Кремля, где этот мотив позволяет идентифицировать деревья Эдема. Основания столбиков означают их корни, капители — крону, а шаровидные утолщения на «стволах» — плоды. Подобным образом «дыньки» введены в композицию отделки Успенской церкви в Угличе.
Поверхность рельефного мотива может оставаться гладкой, украшаться резьбой и полихромной росписью. Так, на портале храма Оршина монастыря (Тверская область) гладкие «дольки» разделены высокими перегородками. В суздальском соборе Рождества Богородицы капители и стволы колонн с «дыньками» покрыты ажурным рельефом. Ипатьевский монастырь в Костроме предлагает пример расписного портала (Троицкий собор).